# ڮ
Le kāf trois points souscrits, ‹ ڮ › ou ‹ ؼ ›, est une lettre additionnelle de l’alphabet arabe utilisé dans l’écriture de certaines langues tchadiennes comme le mundang, parfois dans l’écriture du tachelhit ou dans l’écriture manuscrite de l’arabe marocain, et était anciennement utilisée dans l’écriture du lezghien, du nogaï et du persan.
Elle est composée d’un kāf ‹ ك › diacrité de trois points souscrits ou d’un kāf ouvert ‹ ؼ › diacrité de trois points souscrits.

## Utilisation
Dans l’alphabet national tchadien utilisé pour écrire plusieurs langues comme le mundang, ‹ ڮ › représente une consonne occlusive labiale-vélaire sourde [k͡p], transcrite ‹ kp › avec l’alphabet latin.
En tachelhit, ‹ ڮ › est parfois utilisé pour représenter une consonne occlusive vélaire voisée [ɡ].
En persan, ‹ ؼ › ou ‹ ڮ › a représenté une consonne occlusive vélaire voisée [ɡ] ou une consonne nasale vélaire voisée [ŋ], selon le dialecte. Elle a été remplacée par gāf (kāf ouvert barre suscrite) ‹ گ › en persan et dans les langues utilisant un alphabet dérivé du persan.
En arabe maghrébin dans les manuscrits, ‹ ؼ › est utilisé pour représenter une consonne occlusive vélaire voisée [ɡ] aussi souvent représentée à l’aide du kāf ouvert trois points suscrits ‹ ݣ › ou du gāf persan ou ottoman ‹ گ ›.
En lezghien écrit avec l’alphabet arabe, ‹ ؼ › représente une consonne fricative vélaire sourde [x].

## Représentation informatique
Le kāf trois points souscrits peut être représenté avec les caractères Unicode suivants (arabe) :
| formes | représentations | chaînes de caractères | points de code | descriptions                              |
| ------ | --------------- | --------------------- | -------------- | ----------------------------------------- |
| lettre | ڮ               | ڮ                     | U+06AE         | lettre arabe kaf trois points souscrits   |
| lettre | ؼ               | ؼ                     | U+063C         | lettre arabe keha' trois points souscrits |